# Ga Cheongmyeong
Ga Cheongmyeong là ga tàu điện ngầm Tuyến Suin–Bundang, tuyến tàu điện ngầm của Korail, đường sắt quốc gia của Hàn Quốc. Nhà ga này được mở cửa vào tháng 12 năm 2012, là một phần mở rộng đoạn cuối phía Nam của tuyến Bundang.

## Bố trí ga
| ↑ Sanggal   |
| \| １       |
| Yeongtong ↓ |

| １ | ●Tuyến Suin–Bundang |   | Hướng đi Incheon →     |
| ２ | ●Tuyến Suin–Bundang | ← | Hướng đi Cheongnyangni |